# Llista de fustes

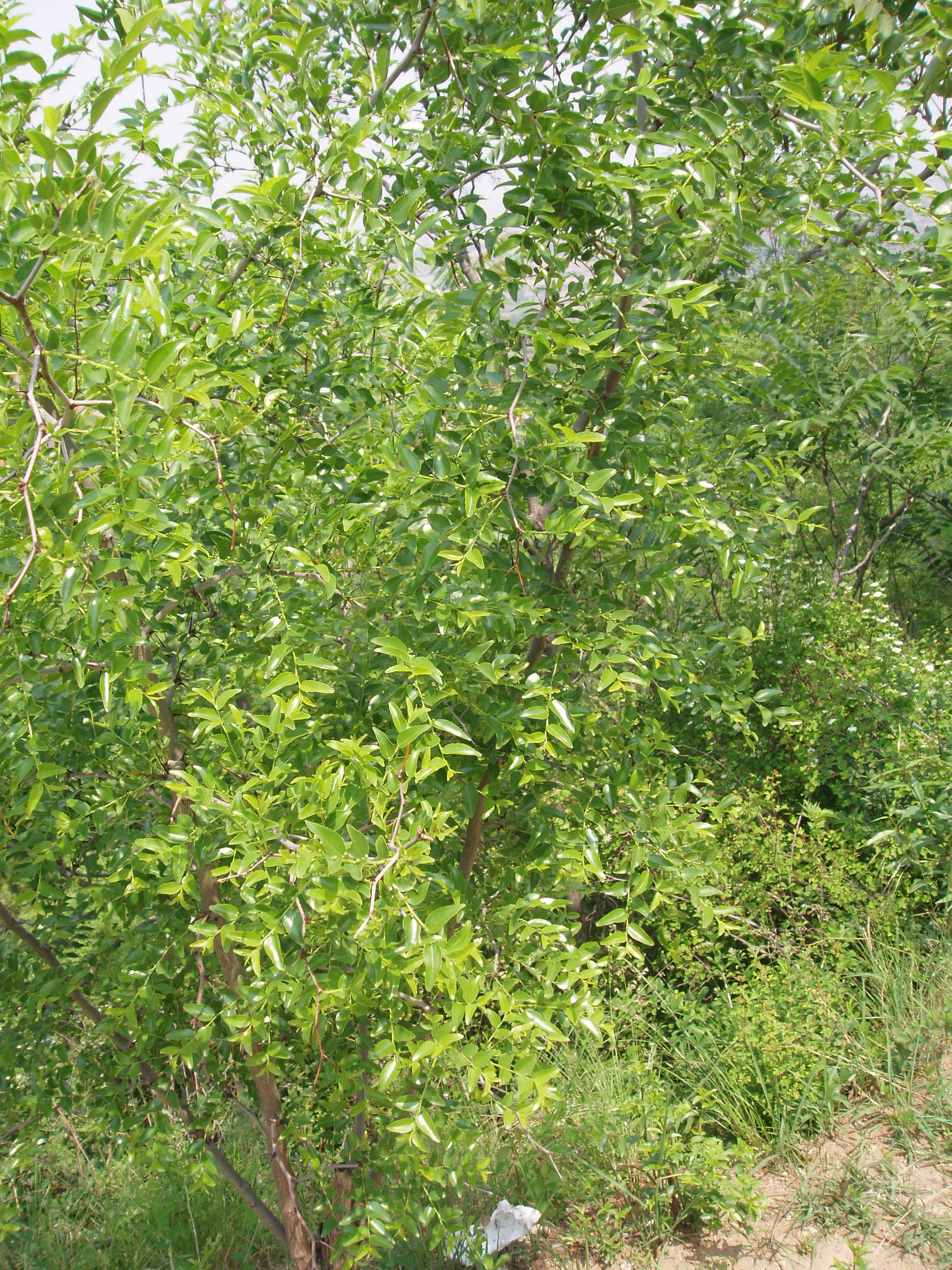
La fusta del Ginjoler s'usa en la fabricació de tenores.

Aquesta és una llista de fustes dedicada a les espècies usades comercialment pel seu valor com a materials resistents aptes per a fabricar mobles i elements estructurals. La llista indica el nom de l'arbre que coincideix amb la seva denominació en aquesta obra. Pot indicar el nom popular o denominació comercial de la fusta. Hi ha moltes obres que tracten de fustes i presenten llistes més o menys completes. En alguns casos hi ha divergències en els noms. Fins i tot en els noms sistemàtics.

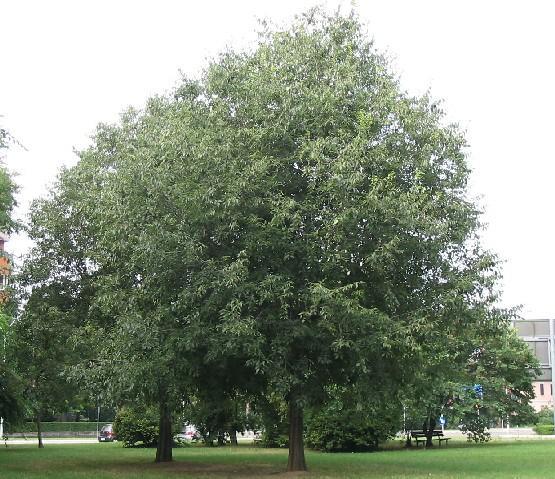
Lledoner. Usat per a fer forques de pagès.

| Índex A B C D E F G H I J K L M N O P Q R S T U V W X Y Z |

## A
- Abura. Bahia. Mitragyna spp.[7]
- Acàcia.[8][9][10]

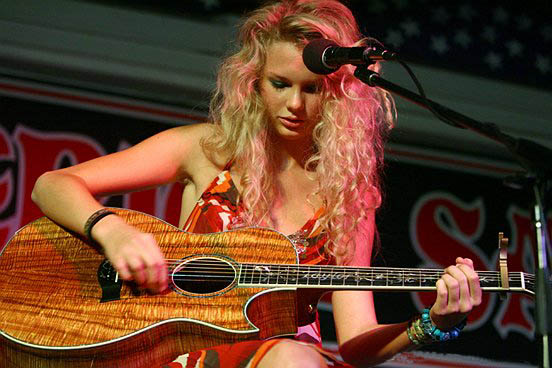
La cantant de country Taylor Swift amb una guitarra construïda amb fusta de "koa" (Acacia koa).

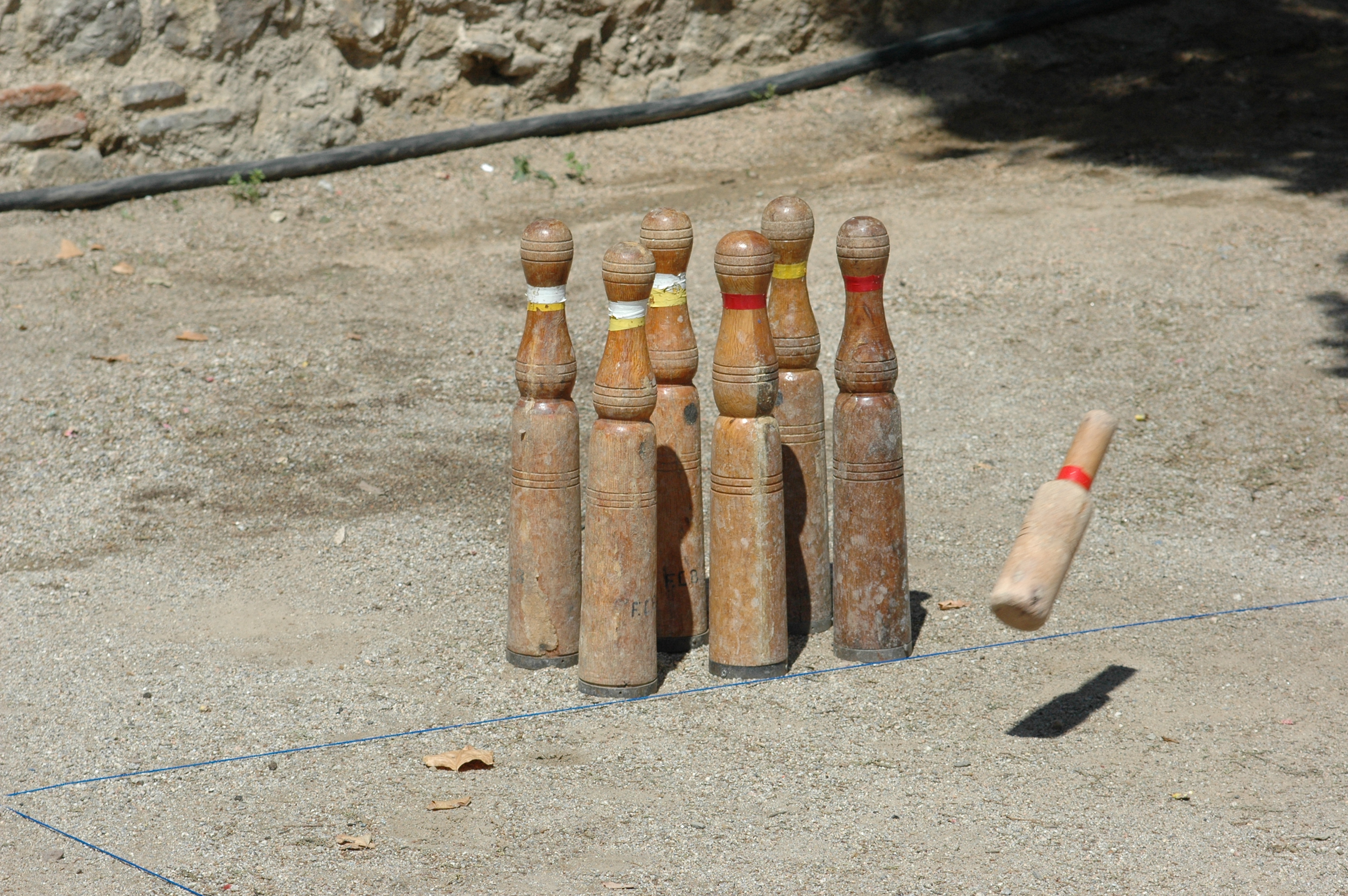
Bitlles catalanes a punt de ser tombades per un bitllot (Bitlles i bitllot són de fusta d'alzina).

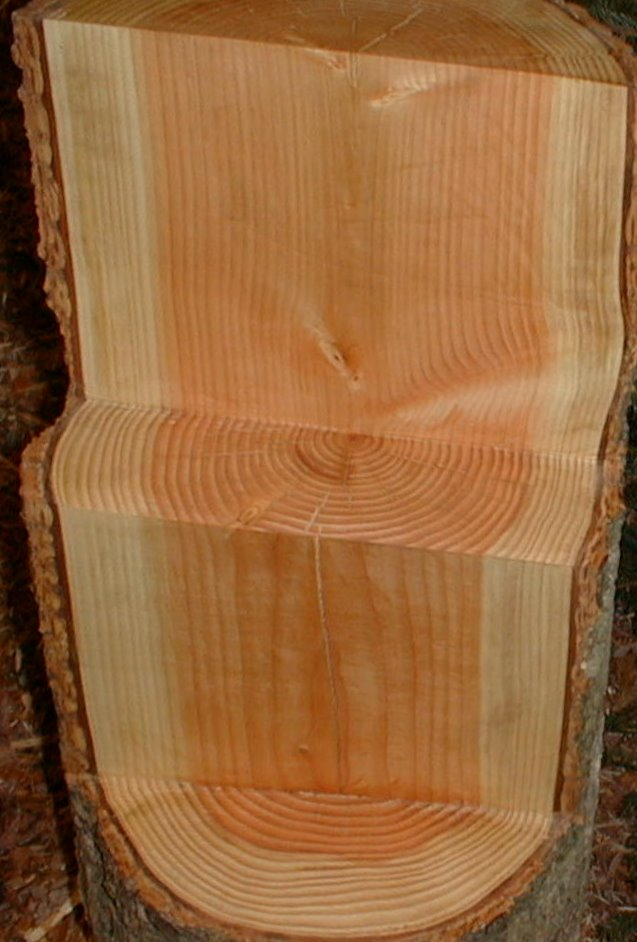
Tronc d'un avet Douglas (Pseudotsuga menziesii), tallat en diversos plans. Vegeu els anells de creixement. Les capes més fosques són més dures i resistents que les capes clares.

- Acajú, acajoú; Khaya spp ; v. samanguila[11]
- Afrormòsia. Asamela. Pericopsis elata Van Meeuwen[12][13][14]
  - Afrormosia, Afromosia, African Teak
- Afzelia (fusta "doussié")[15][16][17]
- Agba. Gossweilerodendron balsamiferum.[18][19]
- Aglaia. Aglaia polystachya, Aglaia minahassae[20][21][22][23]

- Auró. – (Acer)
  - Erable – (Acer platanoides)
  - Auró blanc – (Acer campestre)
  - Auró negre – (Acer monspessulanum)
  - Blada – (Acer opalus)
  - Fals plàtan – (Acer pseudoplatanus)

- Ailant[24]
- Aiús, samba, obeche, "limoncillo".[25][26]
- Aladern (Rhamnus alaternus)[27][28][29]
- Àlber.[30][19]
- Albercoquer. La seva fusta s'usa en la fabricació de duduks i altres instruments musicals semblants.[31]
- Alnus
  - "Alder".[32]
    - V. Vern. Alnus glutinosa (En: common alder, black alder, European alder, alder; Esp: aliso común, alno, aliso negro)[33]
- Alzina. Molt usada en la fabricació de carbó i per a la quilla de les barques.
- Alzina surera
- Amarant[34]
- Amboina, narra.[35]
- Ametller
- Angèlica (fusta)[36]
- Anigre. Pouteria spp.[37]
  - Anigre, Anegre, Aniegre, Aningeria

- Antiaris. Antiaris africana Engl., A. toxicaria Lesch., A. welwitschii Engl. (Ako)
- Araracanga, volador.[38]
- Araucària. Araucaria cunninghamii, Araucaria angustifolia, Araucaria araucana[39]
- Arbocer. Arbutus unedo, Arbutus menziensis.[40][41][42]

- Arbre del paradís. Elaeagnus angustifolia[43]
- Auró
  - Auró dur americà. Acer saccharum (Hard Maple, Sugar Maple, Rock Maple)[44][45]
- Avellaner. Corylus avellana[46][47][48][49]
- Avets
  - Avet blanc. Abies alba."Silver fir".[50]
  - Avet roig Karst.[51]
  - Avet Douglas. Pseudotsuga menziesii. Pi d'Oregon. Douglas-Fir.[52]
- Avodire. Turraeanthus africanus.[53]
- Ayous, v. samba, obeche, limoncillo. Triplochiton scleroxylon.[54]
- Azobé, Lophira alata.[55]

## B

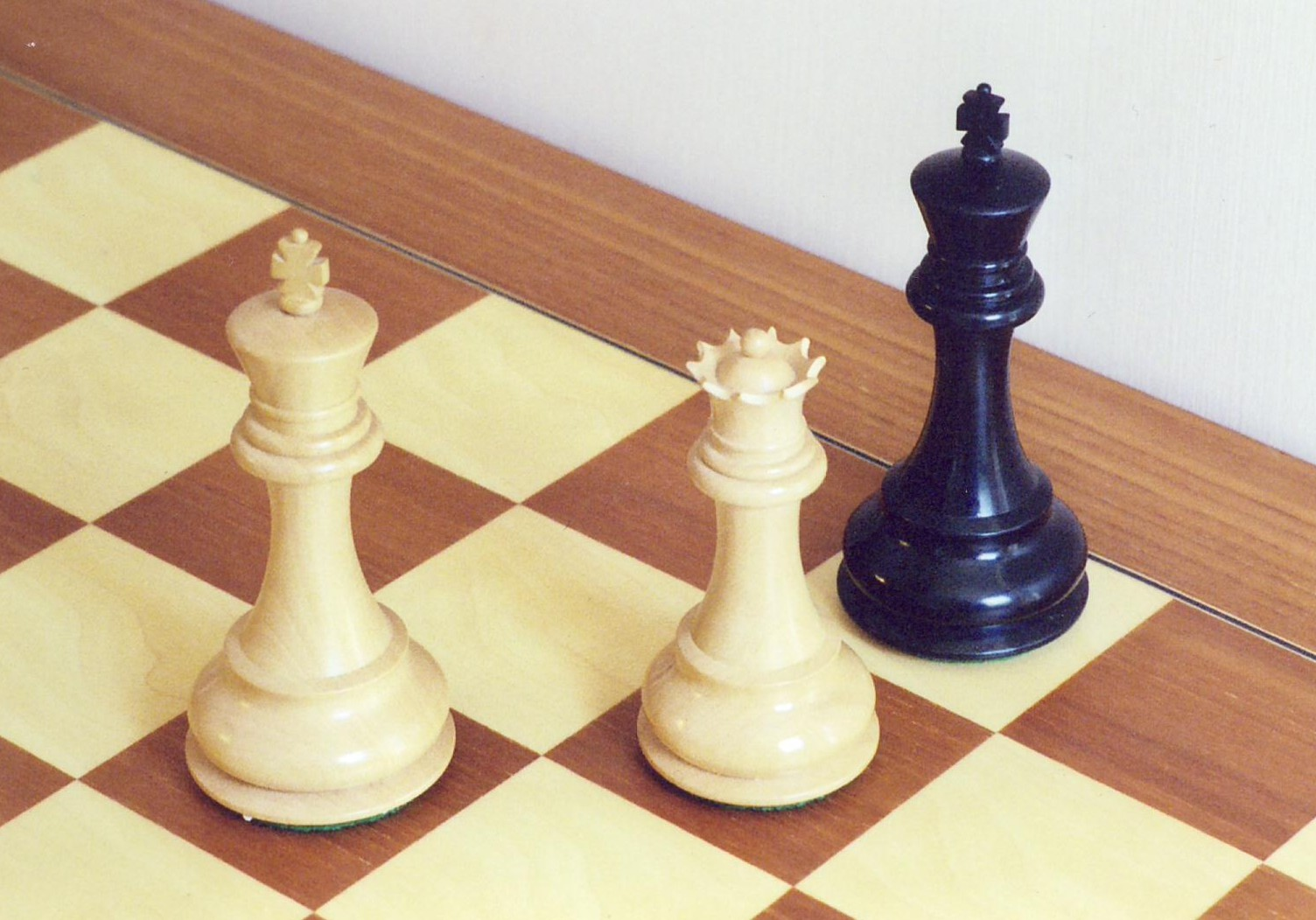
Joc d'escacs. Les peces blanques són de fusta de boix

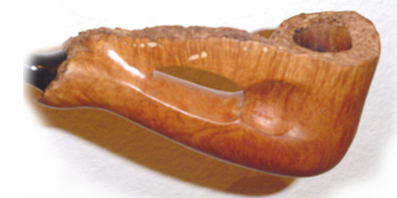
Pipa de fabricació artesanal, amb cassoleta d'arrel de bruc

- Baboen. Virola spp., Dialyanthea spp.[56]
  - Sinònims: Virola, Babun, Baboen, Daile, Banak, Sangre, Bogamani, Ucuuba, Sebo, Yayamadou.
- Bahía, abura, elelon[7][57]
- Balsa.[58][59][60][61][62] Propietats Arxivat 2011-08-23 a Wayback Machine.
  - Les aplicacions principals de la fusta de balsa són dues: la construcció d'estructures en  sandvitx i el modelisme.
- Bambú. Els bambús no són arbres. La seva "fusta" però, té una gran importància en l'artesania i la indústria.
- Banús
- Banús fals (Laburnum anagyroides).[63]
- Bayo, My Lady. (Aspidosperma megalocarpon).[64]
- Bedoll[65] V. Betulàcia
  - Yellow Birch.[66][67]
- Bischofia, bishop wood.[8]
- Boix
- Boix grèvol
- Bolondo (fusta), elondo, talí. Erythrophleum spp.[68][20]
- Bossé, guarea, bosse.[69][70]
- Bruc
- Bubinga (Guibourtia demeusei)[71][72]

## C
- Canaria[73]

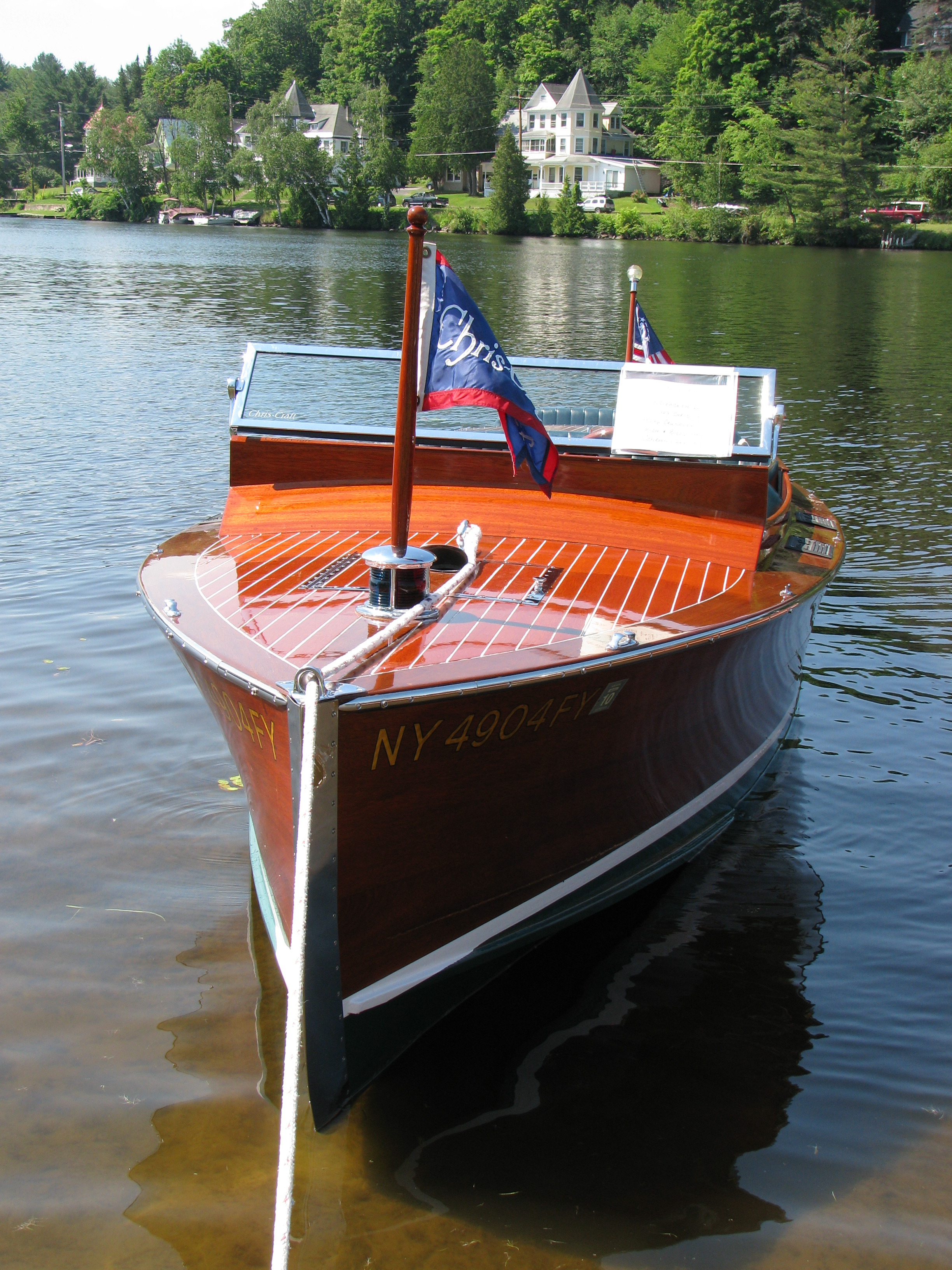
Llanxa motora model Cadet de l'empresa Chris-Craft amb buc de caoba (1928).

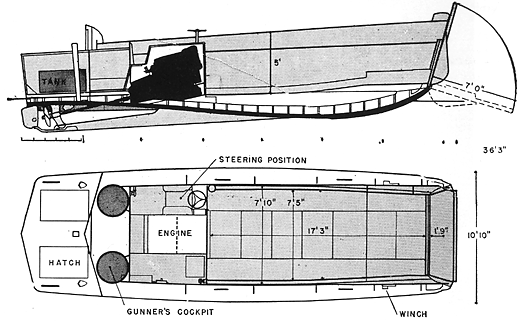
Esquema de la llanxa de desembarcament LCVP (Landing Craft Vehicle Personel). Construïda en contraplacat de caoba i reforços de fusta de pi, bàsicament.

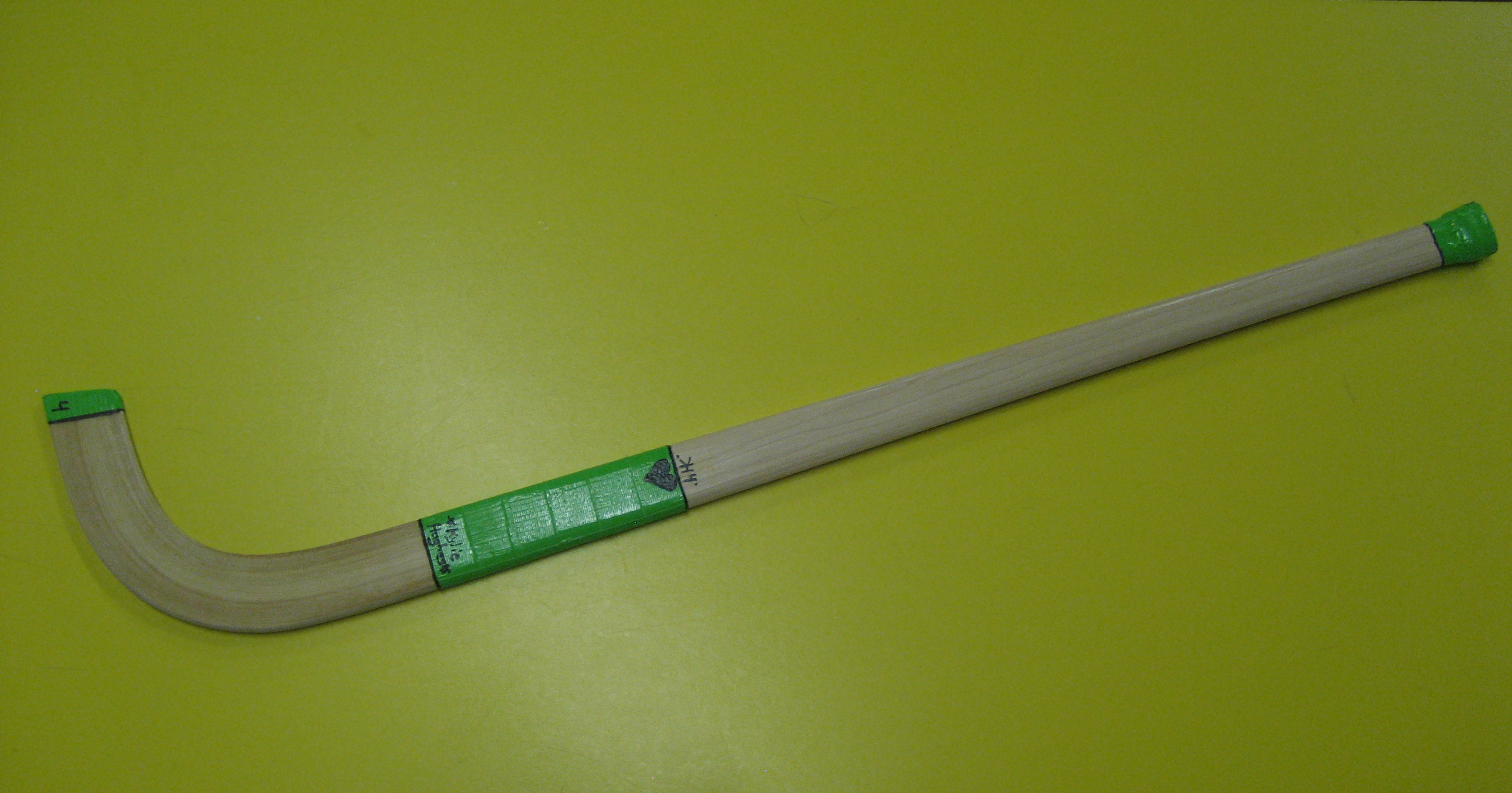
Estic de hoquei sobre patins probablement de fusta de pacaner o cària ("hickory")

- Canyeller Cinnamomum verum, Cinnamomum zeylanicum
- Caoba
  - Swietenia mahagoni i la seva fusta[74]
  - Swietenia macrophylla i la seva fusta.[75]
  - Caoba africana o caoba de Lagos, Khaya ivorensis i la seva fusta. V. samanguila[76]
  - Caoba africana o caoba del Senegal, l'arbre Khaya senegalensis i la seva fusta.[77]
  - Caoba de les Filipines o lauan, certs arbres del gènere Shorea i llur fusta.
  - Caoba roja o caoba vermella, fusta de l'arbre anomenat "karri" (Eucalyptus diversicolor).
- Caqui
  - Caqui de Virgínia[78]
- Carapa.[79]
- Carya
  - Carya illinoinensis. V.Pacaner
- Carpí
  - "Hornbeam[80]
- Castanyer[81][82]
- Catalpa
  - Catalpa bignonioides[83]
- Cedres
  - Cedre americà[84][85]
  - Cedre vermell del Pacífic[86]
- Cirerer
  - Cirerer americà (Prunus serotina)[87]
  - Cirerer de Xile. V. lenga.
  - Cirerer europeu[88]
- Cocobolo.[89]
- Codonyer
- Coral (fusta)
- Coralets
- Cordia Propietats Arxivat 2011-09-11 a Wayback Machine.
- Sanguinyol Cornus sanguinea[90]
- Cornus
  - Cornus mas. V. Sarissa
- Corrinyoler, corronyoner (variants dialectals de corronyer)
- Courbaril, curbaril. V. jatoba.
- Cumarú[91]

## D

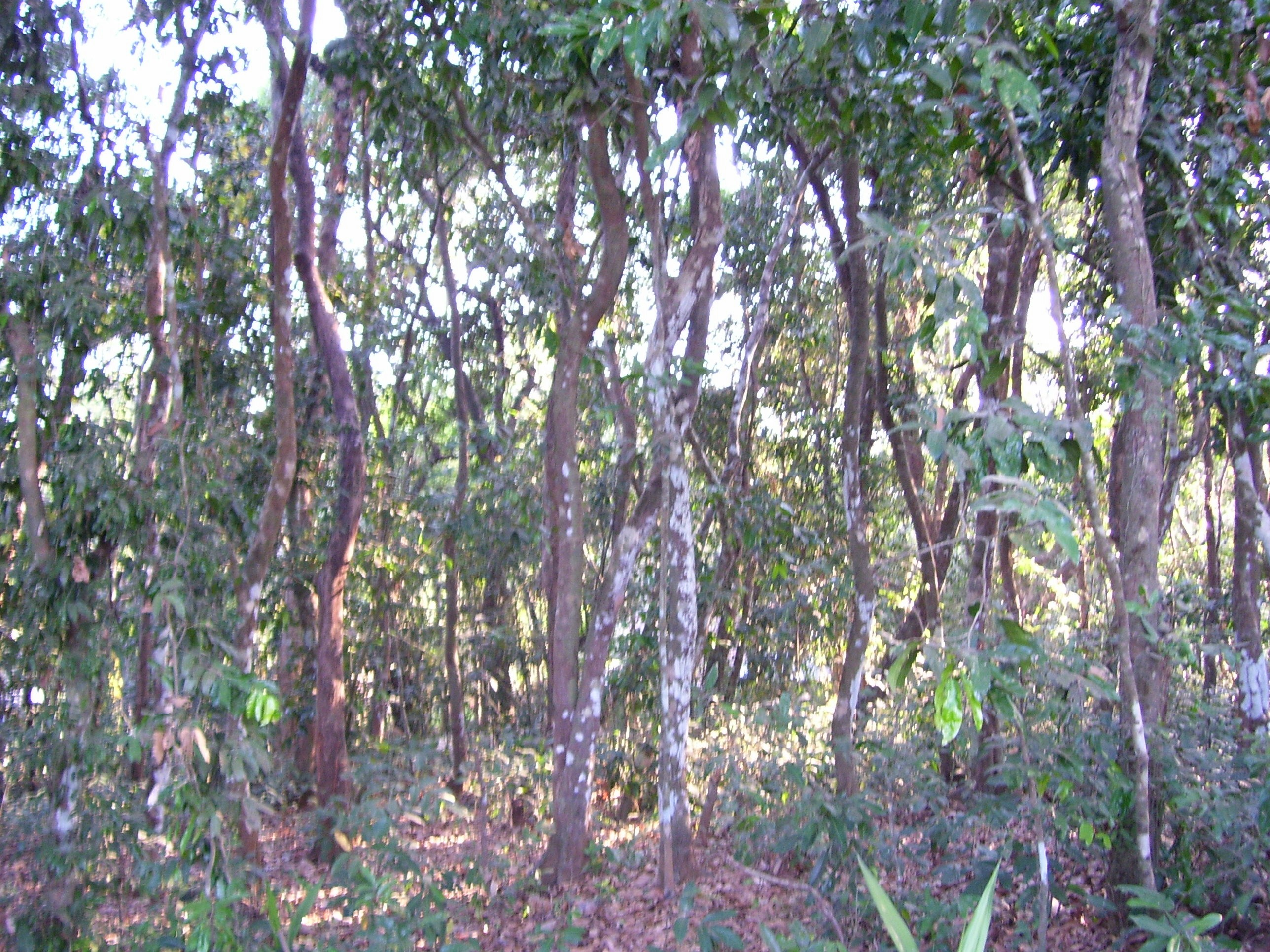
Un bosc de banús

- Dalbèrgia
  - Dalbergia latifolia
- Dibetou[92]
- Diospyros
  - Diospyros celebica
  - Diospyros discolor
  - Diospyros kaki
  - Diospyros virginiana

## E

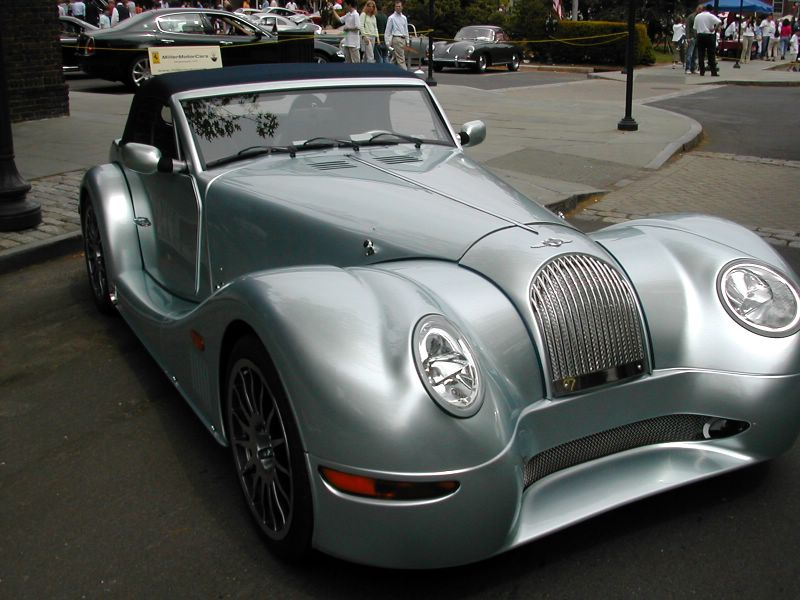
Automòbil Morgan Aero 8. Seguint la tradició de la casa la subestructura que lliga la carrosseria d'alumini és de fusta de freixe.

- Embero[94]
- Emeri[95]
- Etimoé[96]
- Eucaliptus
  - Eucaliptus blau[97]
  - Eucalyptus polulnea[98]
- Evònim

## F

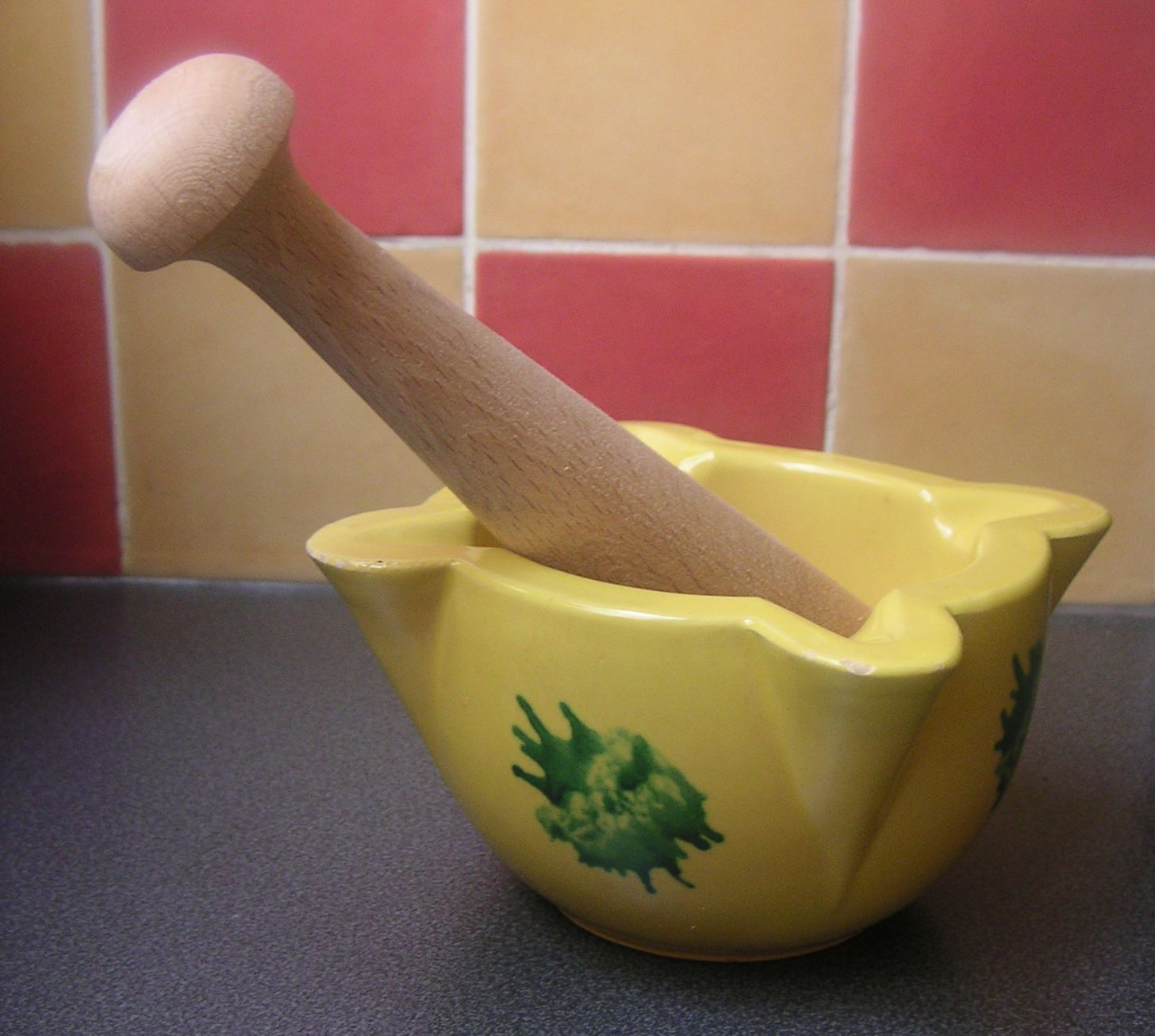
Morter de terrissa esmaltada i mà de morter de fusta de faig

- Faig[99]
  - Faig europeu Propietats Arxivat 2011-03-16 a Wayback Machine.
- Festuc[100]
- Figuera
- Fitzroya cupressoides[101]
- Flandes[102]
- Framiré[103]
- Freixe[104] Propietats Arxivat 2011-03-18 a Wayback Machine.
- Fromager.[105]

## G
- Garrofer
- Ginebre

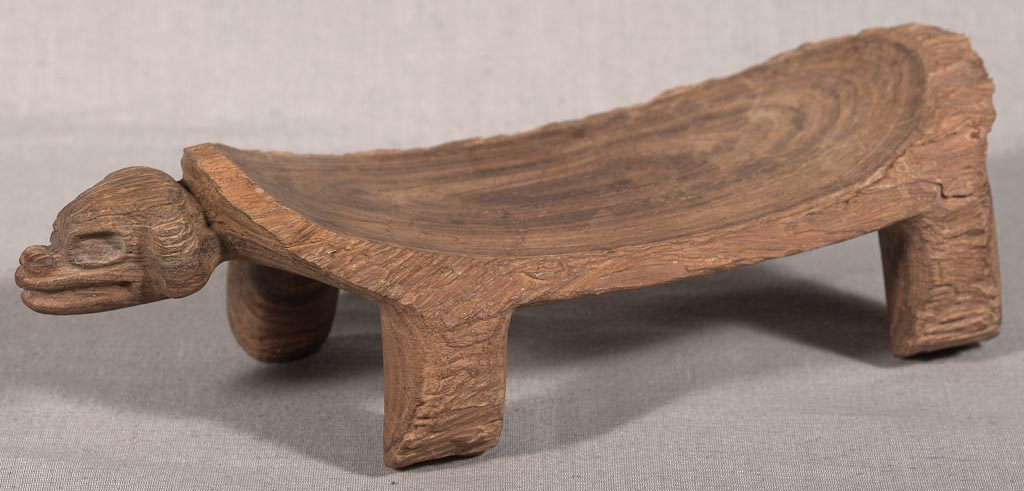
Un dujo o "duho", cadira cerimonial dels taïnos, tallada en fusta de guaiac

- Ginjoler. Usat en la construcció de tenores. En operacions de calafatament alguns calafats empraven una mena de martell de fusta de ginjoler anomenat "canari".[106]
- Gràpia[107]
- Grèvol
- Guaiac[108][109]
- Guatambu
- Guayibira. V. viraró.

## H
- Hemlock.[110] V. Tsuga
- Hicòria. "Hickory"[111]

## I

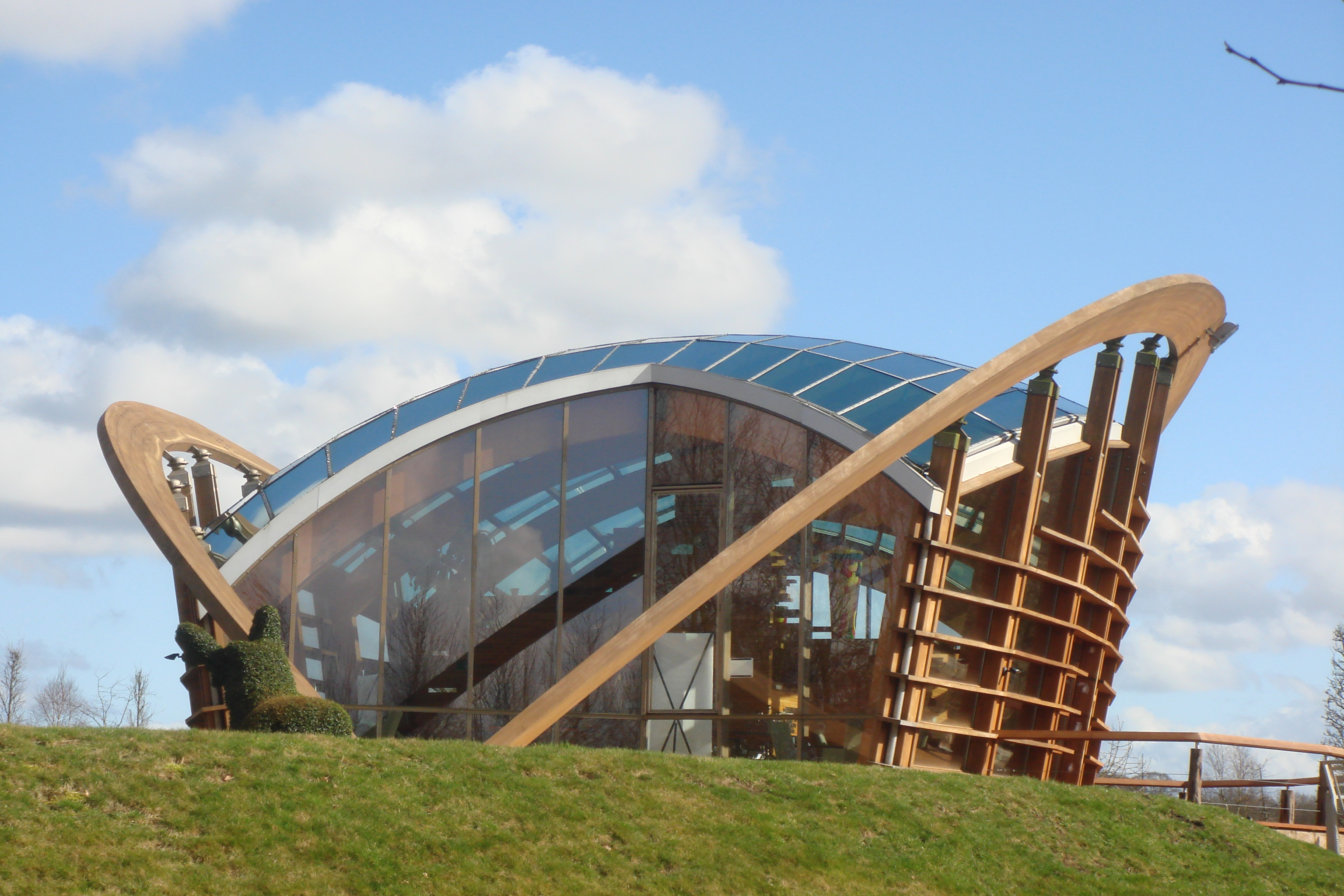
Pavelló Bomencentrum a Baarn (Països Baixos). Ús extensiu de fusta d'iroko.

- Idigbo[112]
- Ilomba[113]
- Ipé, "lapacho".[114]
- Iroko (Milicia excelsa)[115] // Propietats Arxivat 2011-09-10 a Wayback Machine.
- "Ironwood". La denominació de "fusta de ferro" fa referència en anglès a diverses fustes molt dures i, generalment, pesants. L'expressió "ironwood" ve de la traducció del terme espanyol "árbol de hierro".[116]
  - Acacia estrophiolata, Southern ironwood
  - Androstachys johnsonii, Lebombo ironwood
  - Carpinus caroliniana, American hornbeam
  - Casuarina equisetifolia, Common ironwood d'Austràlia
  - Casuarinaceae ("she-oaks") en general
  - Chionanthus foveolatus, Pock ironwood de Sud-àfrica
  - Choricarpia subargentea, Giant ironwood
  - Copaifera spp., Diesel Tree, Kerosene Tree, Kupa'y, Cabismo, Copaúva
  - Diospyros blancoi, Mabolo, Velvet Apple, o Kamagong, de les Filipines
  - Erythrophleum chlorostachys, Cooktown ironwood d'Austràlia.
  - Eusideroxylon zwageri, Borneo ironwood
  - Guaiacum officinale, Lignum vitae. V. guaiac
  - Guaiacum sanctum, Holywood
  - Holodiscus discolor, Creambrush
  - Hopea odorata, White thingan, Ceylon o Malabar ironwood
  - Krugiodendron ferreum, Black Ironwood
  - Lophira alata, Red ironwood
  - Lyonothamnus floribundus, Lyon
  - Mesua ferrea, Rose chestnut, Ceylon ironwood o Nahar
  - Nestegis apetala, Coastal maire, Broad-leaved maire o Ironwood
  - Olea spp., Algunes varietats d'olivera
  - Olneya tesota, Desert ironwood
  - Ostrya virginiana, Hop hornbeam
  - Parrotia persica, Persian ironwood
  - Tabebuia serratifolia, Yellow poui
  - Vepris lanceolata, The White ironwood de Sud-àfrica
  - Xanthostemon verdugonianus, Philippine Ironwood o Mangkono, endèmic de les Filipines

## J
- Jatoba[117]

## K
- Kauri[118]
- Koa (Acacia koa)[119] e fusta de koa es construïen les canoes polinèsies i,encara actualment, els ukuleles.
- Kotibe.[120]
- Koto[121] Propietats Arxivat 2011-09-10 a Wayback Machine.

## L
- Larix.[122]
- Lauan, v. Caoba de les Filipines[123]
- Lenga[124]
- Limba[125]
- Liriodendron

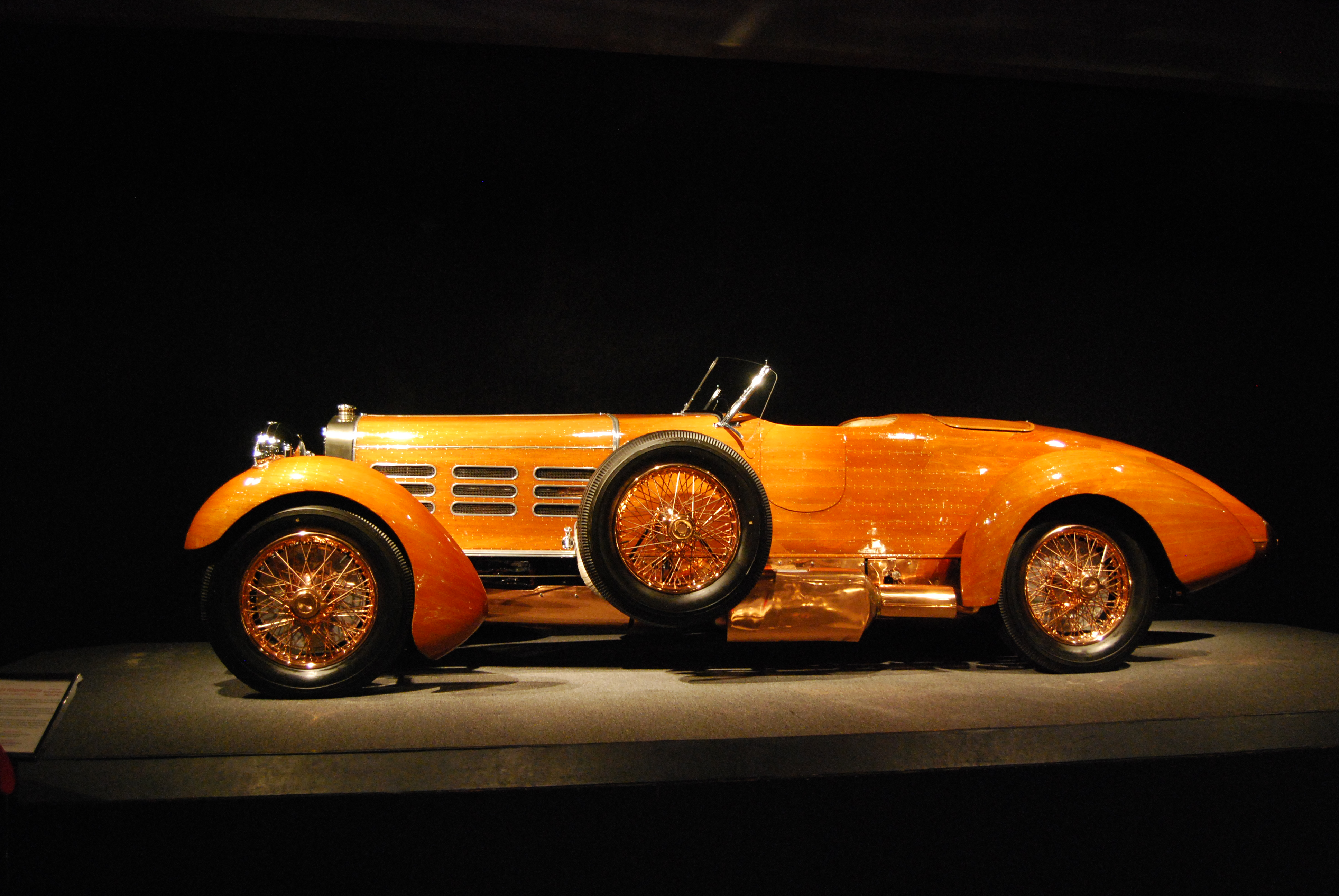
Hispano-Suiza H6B Nieuport Tulipwood Torpedo. Amb carrosseria de fusta de tuliper.

  - Liriodendrum chinense V.Tuliper de la Xina
  - Liriodendron tulipifera V.Tuliper
- Lledoner[126]
- Llimoner
- Llorer

## M
- Macassar. V. Diospyros celebica
- Magnòlia
- Magraner
- Makore[127]

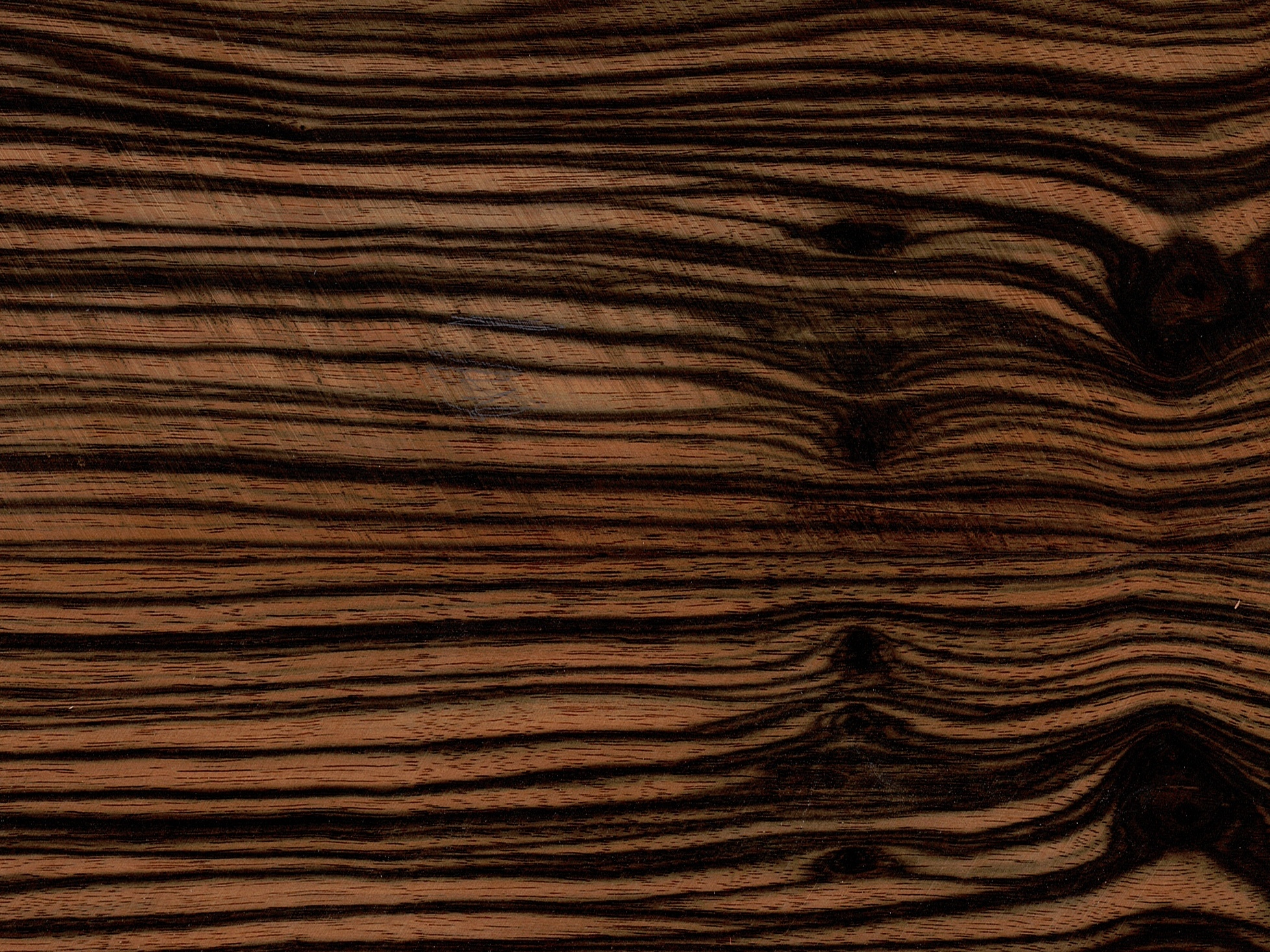
Mostra de fusta de macassar

- Mango. El mango és un arbre fruiter que viu uns 40 anys. La seva tala en els darrers anys, quan la producció minva, proporciona una fusta lleugera i sostenible.[128]
- Mansonia[129][130]

- Melis

- Menkulang.[131]
- Meranti[132]
  - Meranti groc. Shorea faguetiana
- Merbau[133][134]
- Mersawa[135]
- Moabi[136]
- Mobigi[137]
- Mongoy[138]
- Morera[139]
- Murtra
- Mutenye[140]

## N
- Nesprer. El mestre Ueshiba, creador de l'aikido, usava un boken de fusta de nesprer.[141]
- Niangon.[142][143]
- Noguer
  - Noguer americà. "Butternut" (Juglans cinerea)[144][145][146]
  - Noguera europea.[147]

## O
- Ocumé[148] Aucoumea klaineana (Angouma, Gabon, Okoumé).[149]
- Olivereta (Ligustrum vulgare)
- Olivera
- Olivera borda
- Olon[150]
- Om
  - Om americà ("elm").[151]
- Oregon, Avet Douglas.[152][153]

## P
- Pacaner
- Paduk, padouk, padauk, pal vermell africà.[154] Vegeu Pterocarpus[155]
- Pawlownia[156]

- Perera
- Pernambuco
- Peroba[157]
- Pins
  - Pi de Monterrey[158]
  - Pi groc del sud[159] "Yellow pine"?[160]
  - Pi paranà[161]
  - Pi roig
- Picea

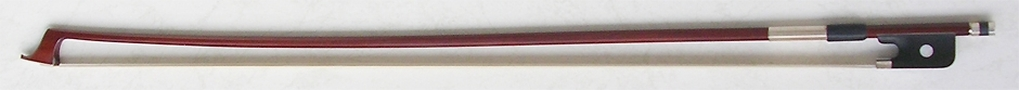
Arc de violoncel fet de fusta de pernambuco

  - Picea abies.  Avet roig. Europa. "European spruce".[162]
  - Picea obovata. Sibèria i escandinàvia.
  - Picea omorika. Sèrbia.
  - Picea d'Engelmann Amèrica del Nord.
  - Picea sitchensis. Sitka (Alaska).
  - Picea pungens. Muntanyes Rocoses.
- "Pitch-pine".[163]
- Plàtan (arbre)
- Platanus[164]
- Pollancre Propietats Arxivat 2011-03-19 a Wayback Machine.
  - Pollancre ver (Populus nigra), "Black poplar". Propietats Arxivat 2011-03-19 a Wayback Machine.
  - "Poplar".[165]
- Pomera
- Populus
  - Populus nigra
- Populus aegyra ("Cotton-wood")[166]
- Presseguer
- Prunera
- Pterigota. V. koto.
- Pterocarpus
- "Purpleheart".[167]

## Q
- Quebratxo blanc

## R
- Raulí
- Robínia[168]
- Roure
  - Roure blanc americà[169]
  - Roure europeu[170]

- - Roure vermell americà "Red oak". Quercus rubra.[172][173]
- "Rosewood"
  - Indian rosewood[174]

## S
- Salze.[175]

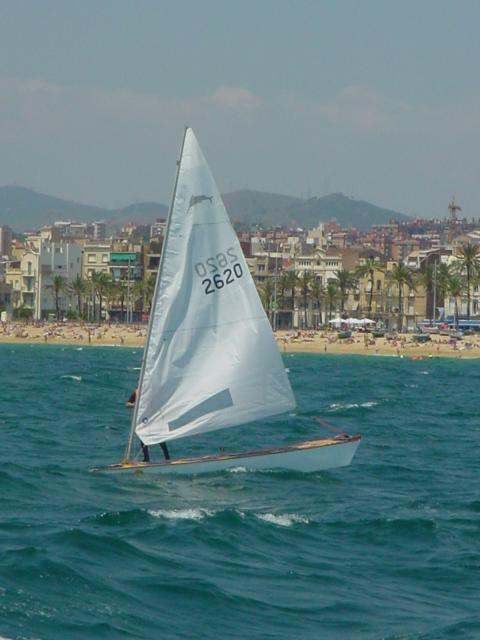
Patí de vela de fusta. Les rodes de proa i popa són de fusta de samanguila.

- Samanguila, Khaya ivoriensis. Vegeu caoba africana.[176][177]
- Sàndal (Santalum album)
- Sangrell
- Sanguinyol.
  - Emprada en la fabricació de llances. Vegeu Sarissa.
- Sapeli.[178][179]
- Sassafràs
- Saüc
- Savines[180]
  - Savina comuna.
  - Savina de les Bermudes (Juniperus bermudiana). Fou molt important en construcció naval a les illes Bermudes
- "Scots pine".[181]
- Sequoia
- Sicòmor
- Sipo, sipó, assié[182]
- Sorbus
- Sucupira[183]
- Sumac[184]

## T
- Taronger
- Tatajuba[185]
- Tauarí[186]
- Teca[187][188]
- Teca africana

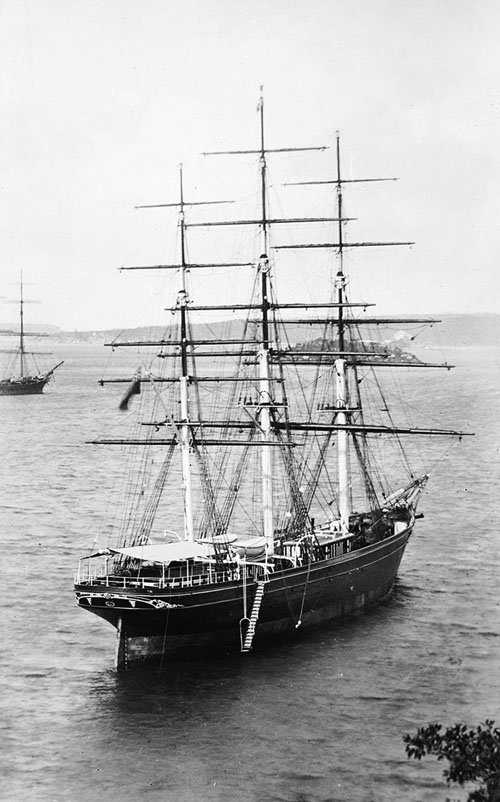
El folre del buc del clíper Cutty Sark era de fusta de teca en l'obra morta i de “rock elm” (Ulmus thomasii) en l'obra viva.

- Teix. Els arcs llargs anglesos (d'origen gal·lès), els "longbows", eren de fusta de teix mediterrani.[189]
- Tiama[190] Propietats Arxivat 2011-11-07 a Wayback Machine.
- Til·ler americà Baswood[191]
- Til·ler "Linden".[192]
- Tortellatge
- Thuya plicata; v. cedre vermell del Pacífic
- Tuliper[193][194]
- Tuliper de la Xina
- Txitola[195]

## U
- Utile[196]

## V
- Vern[197]
  - Vern vermell americà (Alnus rubra).[198]
- Viburn
  - Viburnum lantana. Tintillaina.
- Vidalba
- Viraró Ruprechtia salicifolia[199]

## W

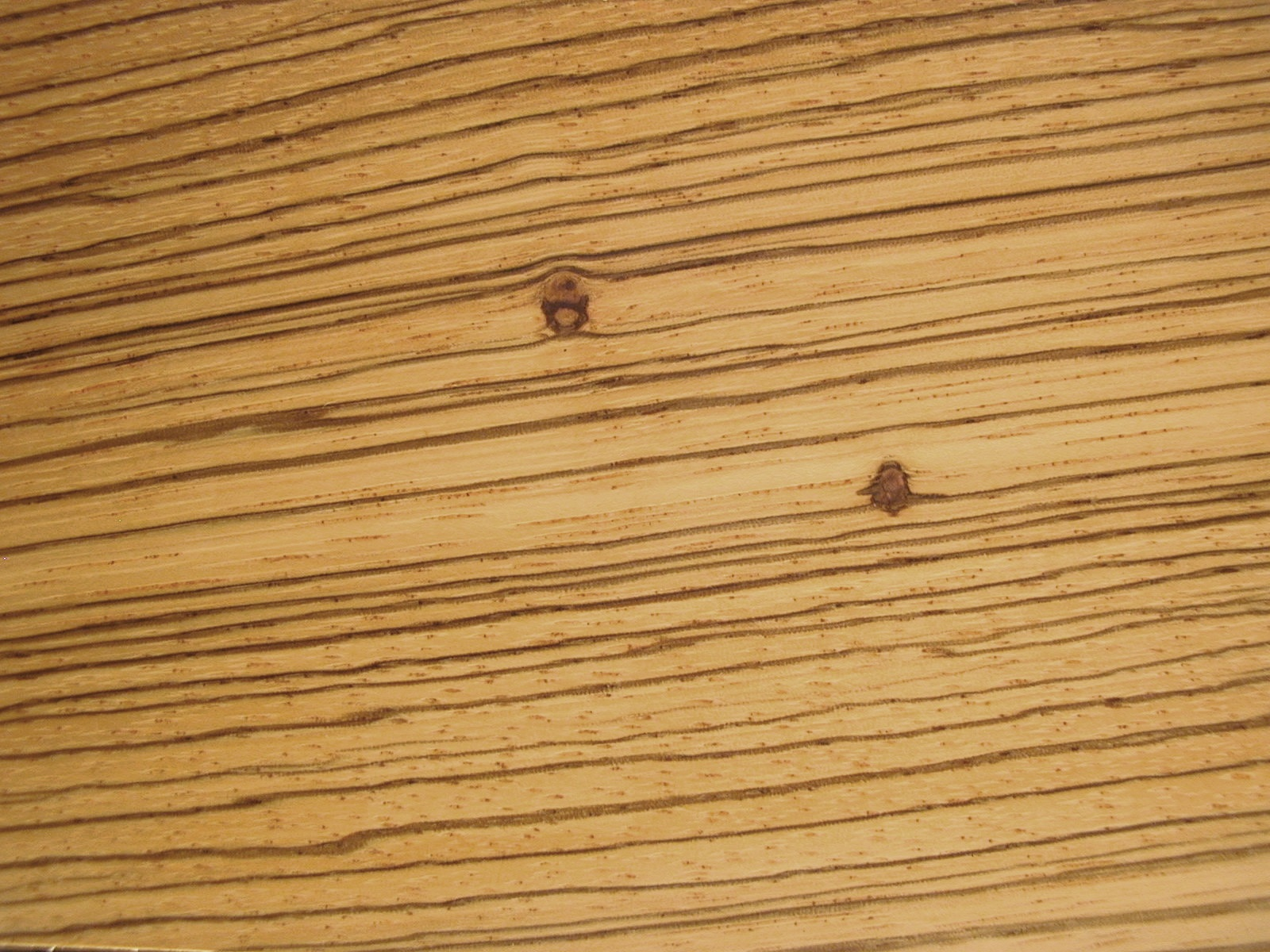
Zebrano

- Wawa[200]
- Wengué. Wenghe[201][202]
- "Western red cedar".[203]

## X
- Xicranda
- Xiprer

## Y
- Yang[204]

## Z
- Zebrano[205]